# Arabis alanyensis
Arabis alanyensis är en korsblommig växtart som beskrevs av Hayri Duman. Arabis alanyensis ingår i släktet travar, och familjen korsblommiga växter. Inga underarter finns listade i Catalogue of Life.